# 인사이트 (텔레비전 채널)
인사이트(Insight)는 TV 엔터테인먼트 리얼리티 네트워크가 운영하는 네덜란드의 텔레비전 채널이다. 2015년 MIPCOM 행사 기간에 개국하였다.